# Renault Type FD
Der Renault Type FD war ein Personenkraftwagenmodell der Zwischenkriegszeit von Renault. Er wurde auch 9 CV genannt.

## Beschreibung
Die nationale Zulassungsbehörde erteilte am 19. Dezember 1919 seine Zulassung. Als Vorgänger können Renault Type EK (etwas kleiner) und Renault Type AG angesehen werden. 1920 endete die Produktion. 1922 folgte der Kleinwagen Renault Type KJ.
Der wassergekühlte Zweizylindermotor mit 80 mm Bohrung und 120 mm Hub hatte 1206 cm³ Hubraum. Die Motorleistung wurde über eine Kardanwelle an die Hinterachse geleitet. Die Höchstgeschwindigkeit war je nach Übersetzung mit 36 km/h bis 48 km/h angegeben.
Der Wendekreis war mit 9 Metern angegeben. Das Fahrgestell wog 540 kg. Einzige überlieferte Karosserievariante war ein Landaulet. Die Pariser Taxigesellschaft Compagnie Générale des Voitures à Paris setzte das Fahrzeug als Taxi ein.